# Moorgrund
Moorgrund – dzielnica (Stadtteil) miasta Bad Salzungen w Niemczech, w kraju związkowym Turyngia, w powiecie Wartburg. Do 30 listopada 2020 samodzielna gmina.